# Салаш
Салаш (болг. Салаш) — село в Болгарии. Находится в Видинской области, входит в общину Белоградчик. Население составляет 178 человек.

## География
Деревня Салаш расположена примерно в 50 км к юго-юго-западу от областного центра Видин и в 13 км к западу от общинского центра Белоградчика, примерно в 3 км к востоку от границы с Сербией. Он расположен в защищенной от ветра долине между Светиникольской горой - с юга и запада, горным массивом "Бабин мысс" Западного Предбалкана - с севера и горным хребтом Ведерник - с востока.  Вокруг Салаша поднимаются горные вершины Ведерник (1124 м) - с востока, Жребче (1373 м) - с юго-запада, Чуменский пик (771 м) - с запада, Царовица (800 м) - с севера, Малая глама (717 м) и Коритская глама (925 м) - с северо-северо-запада. Рельеф более открыт к северо-западу до района «Корито» и прохода к границе, к северо-востоку вдоль долины реки Салашка, протекающей через село, а также к юго-востоку. 
Высота в центре села составляет около 518 м, в западной части она поднимается до 550 м, на юге - до 540 м, а на северо-востоке вдоль реки уменьшается до 490 м.
Национальная дорога третьего класса III-1102 проходит через Салаш, ведя на восток через деревню Граничак и на пересечении с национальной дорогой третьего класса III-1401 в город Димово. Дорога III-1401 к юго-востоку от развязки "Филиповые сараи" ведëт в Белоградчик. К северо-западу от Салаша дорога III-1102 ведет к  Белоградчикскому перевалу (Када Боаз) на границе с Сербией, в направлении сербской деревни Ново Корито (к 2020 году дорога еще не полностью построена).
Население Салаша составляет 1960 человек к 1934 году, и в ближайшие годы оно постепенно сокращается до 140 человек к 2019 году (согласно текущей демографической статистике населения ). Село также включает в себя районы Докинцы (на северо-западе), Куцаровци (на северо-северо-западе), а также Пешина окрестности и Стране (на северо-северо-востоке).
При проведении переписи населения по состоянию на 1 февраля 2011 года из 171 человека 165 были указаны как принадлежащие к «болгарской» этнической группе, а 6 - как представители рома. 

## История
Еще римляне нашли и использовали это место для жизни. Даже сегодня при раскопках иногда остаются куски кирпича и керамических сосудов римских времен. Затем римская дорога из портов вдоль Дуная в Ниш и Западную Европу проходила через перевал Када Боаз. В местности „Аниште“, примерно в 1,5 км к востоку от деревни Граничак, между дорогой и рекой, археологи обнаруживают фундамент римской дорожной станции.  В средние века возле села находилась крепость и летняя резиденция царя Ивана Сразимира Видинского. Первые письменные упоминания о поселении в районе прохода датируются 1455 годом. Местные жители говорят на здравом, но архаичном болгарском диалекте. Термины сохраняются, и согласные «p» и «л» произносятся так твердо, что становятся слоговыми звуками.
Пограничный контрольно-пропускной пункт (КПП) на перевале Белоградчик к западу от деревни был закрыт в 1960 году. Постоянная связь между Болгарией и Сербией через Салаш была разорвана. 
Из-за выселения школа была закрыта в 1973 году. Несколько лет назад он был превращен в дом престарелых.
В 1994 году правительство Жана Виденова решило восстановить пограничный контрольно-пропускной пункт. Первые средства были выделены на проектирование дороги от села до границы. Процесс останавливается со следующим правительством СДС. В 2007 году во время военных учений у границы президенты обеих стран Георгий Пырванов и Борис Тадич подписали новое соглашение об открытии пункта на перевале Када-Боазе. Но до 2014 года ничего не было сделано по обе стороны границы. Это не создает условий для социально-экономического восстановления в Салаше.
С 2010 года в селе проживало менее 200 человек. Большинство жителей села - пенсионеры.

## Культурные достопримечательности и регулярные мероприятия
У жителей Салаша есть женский хор, с которым они участвуют в фестивалях в Белоградчике.
На деревенской площади установлен памятник - фонтан, посвященный убитому Салаштани в Первой мировой войне и еще один памятник погибшему офицеру в 1913 году.
На Белоградчикском перевале (Када Боаз), недалеко от границы с Республикой Сербия, находится «памятник погибшим в обороне перевала».
Каждое лето на Белоградчикском перевале, в районе Корито между деревнями Салаш и Ново Корито, Сербия, открывается граница между Болгарией и Сербией, и на границе проходит болгарско-сербская ярмарка. Событие восходит к 1925 году, когда связывают его со Святым Мучеником Прокопием. Это единственное место встречи на болгаро-сербской границе. Традиционно ярмарка проводится каждый год в предпоследнюю субботу и воскресенье июля.
Встреча состоится после подписания официального соглашения о ее проведении совместной болгаро-сербской комиссией. Организаторами мероприятия являются муниципалитеты Белоградчик и Княжевац. Культурная программа, адаптация инфраструктуры местности и дорог к их необходимой форме, обеспечение питьевой водой, электричеством, медицинским страхованием, противопожарной защитой и другими действиями должны быть определены.
Многие духовые и любительские коллективы представляют аутентичный и культурный фольклор. По инициативе Национальной ассоциации "Единство" и Патриотического клуба "Бдинцы" - Видин, а также при участии сербов и болгар в массовых сценах, в июле 2014 года были восстановлены события 1876 года, когда эти места вместе взятые бок о бок болгары, сербы, русские и черногорцы сражались против турецких войск.
В субботу, 19 июля 2014 года, после его официального открытия, в 12,45 часов был произведен «первый этап» нового пункта пересечения границы и началось строительство дороги к перевалу Кад-Бойсе. Население приграничных регионов обеих стран считает, что это приведет к оживлению и экономическому восстановлению их поселений. Строительство продолжается по всему 5-километровому отрезку от начала поселка до сербской границы.

## Государственные учреждения
Деревня Салаш является центром мэрии Салаша. Кмет (мэр) общины Белоградчик — Борис Николов (БСП, ДПС) по результатам выборов в правление общины 2019 г. Заместителем мэра в селе Салаш является Румяна Ангелова Алексиева. 
Читалище «Развитие» в Салаше активно, зарегистрировано под номером 2571 в Министерстве культуры Республики Болгария. Есть певческая группа, детская фольклорная группа, фольклорная таможенная группа, библиотека. 
Церковь «Успения Пресвятой Богородицы» была возведена в 1843 году. 
В прошлом, примерно в 2 км к западу от Салаша, находилось пограничное подразделение поделения 10210 - Видин. Это Четвертая пограничная застава «Снайпер» Самостоятельной Видинской Комендатуры (1964 - 1974), а с 1974 по 1984 год - 12-я пограничная застава «Спартак» 1-го пограничного отряда - Видин. Сейчас это подразделение Пограничной полиции.
В селе есть Дом для взрослых с деменцией, расположенный в бывшем здании школы.